# Chen Duxiu
Chen Duxiu (陳獨秀T, 陈独秀S, Chén DúxiùP; Anqing, 9 ottobre 1879 – Distretto di Jiangjin, 27 maggio 1942) è stato un politico cinese, uno dei primi leader comunisti della storia cinese.

## Biografia
Dopo aver studiato in Francia e in Giappone, iniziò la sua attività culturale fondando nel 1915 l'influente rivista radicale Xin Qingnian (Gioventù nuova); fu una figura di spicco della Rivoluzione Xinhai e del Movimento del 4 maggio 1919 per la Scienza e la democrazia. Insieme a Li Dazhao, Chen è stato cofondatore del Partito Comunista Cinese nel 1921, divenendone anche primo presidente e segretario generale (1921-1927).
Chen è stato anche un filosofo educatore e politico nonché professore universitario: dalla sua cattedra teorizzò che la Cina si sarebbe potuta ammodernare solo se avesse abbandonato l'antica ideologia confuciana, ormai inadatta ad interpretare la società contemporanea. Espulso dal PCC nel 1929 con l'accusa di "trotzkismo", proseguì il suo impegno progressista e venne per questo imprigionato dal 1932 al 1937 su ordine dei vertici del Kuomintang. La sua casa ancestrale era ad Anqing (安庆), Anhui, dove ha fondato Gioventù nuova.
I suoi figli Yannian e Qiaonian, anche loro politici comunisti, furono assassinati dal Kuomintang rispettivamente nel 1927 e nel 1928.